# Деян Джокіч
Діян Джокіч (нім. Dejan Djokic; нар. 26 вересня 2000, Валенштадт) — швейцарський футболіст, нападник клубу «Сьйон». На умовах оренди грає за угорський «Дебрецен».

## Клубна кар'єра
Джокіч розпочав свою кар'єру у «Валенштадті», у 2016 році він перейшов до молодіжної команди столичного клубу Ліхтенштейну «Вадуца». 25 вересня 2019 року у 8 турі він дебютував за першу команду в Челлендж лізі проти «Віля» (4:1), коли він вийшов замість Мануеля Зуттера на 81-й хвилині. До кінця сезону він зіграв в одинадцяти матчах за першу команду «Вадуца», який завершив сезон третім у лізі. У наступному сезоні «Вадуц» вийшов у Суперлігу Швейцарії. Він дебютував у Суперлізі 27 вересня 2020 року у другому турі проти «Санкт-Галлена» (0:1), замінивши Тунахана Чичека на 88-й хвилині. 

## Титули і досягнення
«Вадуц»
- Володар Кубка Ліхтенштейну (3): 2021–22, 2022–23, 2023–24